# Caracteres de descripción ideográfica
Ideographic Description Characters (Caracteres de descripción ideográfica) es un bloque de Unicode que contiene caracteres gráficos utilizados para describir ideogramas CJK. Se utilizan en secuencias de descripción ideográfica (IDS) para proporcionar una descripción de un ideograma, es decir, qué ideogramas lo componen y cómo están dispuestos unos respecto a otros. Una IDS proporciona al lector una descripción de un ideograma que no puede representarse correctamente, por lo general porque no está codificado en Unicode; los sistemas de representación no están pensados para componer automáticamente las piezas en un ideograma completo, y las descripciones no están estandarizadas.

## Tabla
| Ideographic Description Characters |    |    |    |    |    |    |    |    |    |    |    |    |   |   |   |   |
|                                    | 0  | 1  | 2  | 3  | 4  | 5  | 6  | 7  | 8  | 9  | A  | B  | C | D | E | F |
| U+2FFx                             | ⿰ | ⿱ | ⿲ | ⿳ | ⿴ | ⿵ | ⿶ | ⿷ | ⿸ | ⿹ | ⿺ | ⿻ |   |   |   |   |